# Liam Ridgewell
Liam Matthew Ridgewell (Londres, Inglaterra, 21 de julio de 1984) es un futbolista inglés que se desempeña como defensa y actualmente juega en el Southend United. Ha sido internacional en las categorías inferiores de la selección de fútbol de Inglaterra.

## Selección nacional
Ha sido internacional con la selección sub-21 en 8 ocasiones y con la sub-19 en una ocasión en la que anotó un gol.

## Clubes
| Club                            | País           | Año         |
| ------------------------------- | -------------- | ----------- |
| Aston Villa FC                  | Inglaterra     | 2002 - 2007 |
| AFC Bournemouth (cedido)        | Inglaterra     | 2002        |
| Birmingham City FC              | Inglaterra     | 2007 - 2012 |
| West Bromwich Albion            | Inglaterra     | 2012 - 2014 |
| Portland Timbers                | Estados Unidos | 2014 - 2019 |
| Wigan Athletic (cedido)         | Inglaterra     | 2015        |
| Brighton & Hove Albion (cedido) | Inglaterra     | 2016        |
| Hull City                       | Inglaterra     | 2019        |
| Southend United                 | Inglaterra     | 2019 -      |

## Palmarés

### Campeonatos nacionales
| Título                        | Club               | País           | Año  |
| ----------------------------- | ------------------ | -------------- | ---- |
| Copa de la Liga de Inglaterra | Birmingham City FC | Inglaterra     | 2011 |
| Copa MLS                      | Portland Timbers   | Estados Unidos | 2015 |